# Le Vent d'est
Pour les articles homonymes, voir Vent d'est (homonymie).
Pour plus de détails, voir Fiche technique et Distribution.
Le Vent d'est est un film franco-italo-allemand réalisé par Jean-Luc Godard et Jean-Pierre Gorin dans le cadre du Groupe Dziga Vertov sorti en 1970.

## Synopsis
Une équipe de cinéma tourne une sorte de western où un officier nordiste conduit un prisonnier peau-rouge à travers la nature, accompagné d'un petit groupe d'hommes et de femmes en costumes d'époque, parmi lesquels un journaliste sert d'intermédiaire entre le captif et l'officier. On voit parfois l'équipe de tournage qui les filme. Les personnages du film tiennent aussi des discours sur le marxisme.
Dans la bande-son, tantôt sans lien direct avec les images et tantôt au contraire en commentant directement celles-ci, des personnages parlent, en faisant référence notamment à Lénine et à la Chine maoïste, de plusieurs sujets consécutifs : la grève, le délégué syndical, les minorités agissantes, l'assemblée générale, la grève active, l'état policier, puis des moyens de lutte contre le capitalisme. Ils s'interrogent sur la manière de faire du cinéma militant et évoquent Dziga Vertov ; on entend ainsi des débats de l'équipe de tournage réunie sous forme d'assemblée générale. Le discours s'oppose aux capitalistes mais aussi aux « révisionnistes », auxquels sont assimilés les délégués syndicaux qui « mentent » et servent en fait les intérêts capitalistes.
À la fin des captifs prennent le contrôle du groupe et miment avec des fusils l'exécution du soldat et de l'intermédiaire. Des indications sont également données sur l'emploi de la violence.

## Fiche technique
- Titre original français : Le Vent d'est
- Titre italien : Vento dell'est
- Titre allemand : Ostwind
- Réalisation et montage : Jean-Luc Godard, Jean-Pierre Gorin[1] (non crédités)
- Scénario : Jean-Luc Godard, Daniel Cohn-Bendit et Sergio Bazzini
- Prises de vue : Mario Vulpiani
- Costumes : Lina Nerli Taviani
- Coproduction : Polifilms (Rome), Anouchka (Paris), CCC-Filmkunst (Berlin)
- Tournage : juin 1969 en Italie
- Pays d'origine :  France |  Italie |  Allemagne de l'Ouest
- Format : Couleur - 35mm - 1,37:1
- Genre : Film politique expérimental, Western
- Durée : 95 minutes
- Dates de sortie :
  - France : mai 1970 (Festival de Cannes 1970) ; 21 août 1970 (Paris)
  - Allemagne de l'Ouest : 1970
  - Italie : 8 décembre 1970 (Rome)

## Distribution
- Gian Maria  Volonté : l'officier nordiste
- Anne Wiazemsky : la prostituée
- Allan Midgette : le prisonnier peau-rouge
- Christiana Tullio Altan : la jeune bourgeoise
- José Varela : le guide
- Paolo Pozzesi : le journaliste
- Götz George : un soldat
- Glauber Rocha
- Deanna Milvia Frosini

## Production
En 1969, Jean-Luc Godard, Jean-Henri Roger et Anne Wiazemsky partent avec l'étudiant Daniel Cohn-Bendit pour Rome, où ils ont l'intention de travailler sur un « western politique », ou plutôt un « western spaghetti gauchiste », avec Gian Maria Volonté comme acteur principal. Le réalisateur Marco Ferreri, un militant de Lotta continua, est également impliqué dans le projet Le Vent d'est. Le financement est important, 220 000 dollars américains, le plus gros budget que Godard ait eu jusqu'alors. Jean-Pierre Gorin ne peut pas participer, il est hospitalisé à Paris à la suite d'un accident de moto, mais il arrivera en cours de tournage pour corriger les positions trop « anarchiques » de Cohn-Bendit.
Exaspérée par l'influence que les jeunes maoïstes dogmatiques exercent sur son mari, Anne Wiazemsky part avec un autre homme et Godard revient à Paris en juin 1969, en proie à la dépression ; après une tentative de suicide maladroite aux barbituriques, il tente même de se jeter par la fenêtre, bloqué au dernier moment par un ami passant par hasard. 
Godard et Gorin monteront le film durant quatre mois.